# ناش بكنغهام
نـاش بكنغهام (بالإنجليزية: Nash Buckingham)‏ هو لاعب كرة قدم أمريكية أمريكي، ولد في 31 مايو 1880، وتوفي في 10 مارس 1971.